# 932 v.Chr.
Het jaar 932 v.Chr. is een jaartal volgens de christelijke jaartelling.

## Gebeurtenissen
- De Feniciërs bouwen het paleis van Omri in Samaria.